# 应力-应变曲线

非鐵合金的典型应力-应变曲线。應力為應變的函數
1: 彈力限（比例限，虎克定律此後不成立）
2: 偏位降伏強度（0.2%的應變再依弹性模量延伸）

某一种特定材料的应力与应变关系称为该材料的应力-应变曲线（stress-strain curve）。 每一种材料都有唯一的应力-应变曲线，该曲线可以通过记录材料在不同的拉伸和压缩加载（应力）下的形变（应变）来获得。这条曲线也提供了很多该材料的特性，例如其弹性模量、降伏強度（彈力限）、極限拉伸強度，也可以看出材料是脆性材料還是延展性材料。
一般而言，有關任何變形下，应力和应变的關係都可以視為是应力-应变曲线。应力和应变可以是正應力及正應變，剪應力及剪應變，也可以是混合的。可以是單一軸向、雙軸或是多軸的，甚至可以是時變的。變形可以是壓縮、拉伸、扭转、轉動等。若沒有特別標明，应力-应变曲线是指在拉伸測試下正向應力及正向應變之間的關係。
考慮一截面積為A的棒狀物體，其兩端施加大小相等，方向相反的拉伸力。材料會受到應力（定義為受力和其截面積之間比值），也會有軸向的伸長： 
{\displaystyle \mathrm {\sigma } ={\tfrac {F}{A_{0}}}}
{\displaystyle \mathrm {\epsilon } ={\tfrac {L-L_{0}}{L_{0}}}={\tfrac {\Delta L}{L_{0}}}}
其中下標0是材料的原始尺寸，應力的SI單位是牛頓每平方米（N/m2），或是Pa（1 Pa = 1 N/m2），應變為無因次量。
在拉伸試驗下，記錄不同應變下，材料應力的變化，一直到材料斷裂為止，描繪其曲線，即為应力-应变曲线。一般而言，应力-应变曲线會用應變為x軸，應力為y軸。為了工程的需求，一般會假設材料在整個拉伸過程中，其截面積不會變化，不過在變形過程中，截面積也會略為變小。在假設截面積不變的條件下所畫的应力-应变曲线稱為「工程应力-应变曲线」，考慮真正截面積變化的应力-应变曲线稱為「真应力-应变曲线」。

## 曲線的不同階段
右圖是室溫下低碳鋼的应力-应变曲线，曲線的不同階段有不同的特性，也有不同的機械性質。而其他材料也可能會省略其中的一些階段，或是出現其他的階段。
第一階段是線性彈性階段。此階段的應力和應變成正比，遵守胡克定律，其斜率即為杨氏模量。材料在這個階段的變形都是彈性變形，此階段的結束是塑性變形的開始，該點的應力即為降伏強度（或是上降伏點，簡稱UYP）。
第二階段是應變硬化階段。其應力超過降伏強度，小於極限強度（ultimate strength point）。極限強度是應力-應變曲線的最高點。這個區域一開始的應力不隨應變變化，有短暫的水平區，之後，其應力隨著材料伸長而變大。平坦區的應力稱為下降伏點（LYP），是因為賴得帶的形成及傳遞所造成。明顯的，非均質塑性變形會在上降伏強度形成賴得帶，將變形擴散到下降伏強度的材料。當材料再度均勻變形時，隨著材料的伸展，其應力會增加，這稱為加工硬化。因為塑性變形引起的緻密位錯使位錯無法再進一步發展。為了要克服這種阻礙，需要加較大的臨界分解剪應力。在應變累積時，材料也就在進行加工硬化，一直到應力到達極限強度為止。
第三階段是頸縮階段，應力超過極限強度後，試料中會出現頸縮（Necking）現象，也就是某一段的截面積明顯比平均截面積要小。頸縮變形是非均質的，因為應力在截面積較小的區域更容易集中，因此頸縮會自我增強，讓應力更集中。這種正回授會讓頸縮很快就生成，並且很快斷裂。不過此時拉力雖在減少，但其加工硬化仍在進行中。此時用真實截面積計算的真應力會繼續增加，但假設截面積不變的工程應力就會減少。第三階段的最後是材料的斷裂。在斷裂後可以計算材料的伸長量以及截面積的縮減量。

## 真實應力和應變之間的關係
真實應力和應變的關係會考慮到截面積縮小對應力的影響，以及因應變參考長度使用當時長度（而不是原始長度）造成的應變降低，和工程應力及應變之間的關係有些不同。
{\displaystyle \mathrm {\sigma _{t}} ={\tfrac {F}{A}}}
{\displaystyle \mathrm {\epsilon _{t}} =\int {\tfrac {\delta L}{L}}}

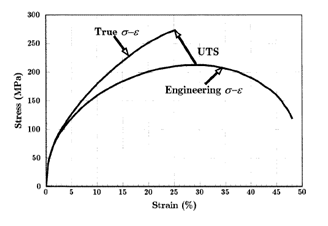
真實應力-應變曲線以及工程應力-應變曲線之間的差差異

此處的尺寸是即時值，假設物體體積守恆，變形是均勻的出現。
{\displaystyle A_{0}L_{0}=AL}
真實應力和應變可以用工程應力及應變表示。針對真實應力
{\displaystyle \mathrm {\sigma _{t}} ={\tfrac {F}{A}}={\tfrac {F}{A_{0}}}*{\tfrac {A_{0}}{A}}={\tfrac {F}{A_{0}}}*{\tfrac {L}{L_{0}}}=\sigma (1+\epsilon )}
針對應變
{\displaystyle \mathrm {\delta \epsilon _{t}} ={\tfrac {\delta L}{L}}}
兩邊積分，再考慮邊界條件
{\displaystyle \mathrm {\epsilon _{t}} =ln({\tfrac {L}{L_{0}}})=ln(1+\epsilon )}
因此在張力測試中，真實應力會大於工程應力，真實應變小於工程應變。在真實應力-應變圖上有一個點，而其對應的等效工程應力及應變點會往左上方移。真實應力及工程應力的差值會隨著塑性變形增加而變大。在低應變時（例如線性形變），兩者的差值可以省略。對於抗張強度的點，是工程應力-應變曲線的最大點，但不是真應力-應變曲線的最大點。因為工程應力和施力成正比，頸縮形變的判斷基準可以用{\displaystyle \mathrm {\delta {\textit {F}}} =0}來計算：
{\displaystyle \mathrm {\delta {\textit {F}}} =0=\sigma _{t}\delta A+A\delta \sigma _{t}}
{\displaystyle \mathrm {-{\tfrac {\delta A}{A}}} =\mathrm {\tfrac {\delta \sigma _{t}}{\sigma _{t}}} }
上述分析考慮到抗張強度的本質，抗張強度點時，加工硬化（又称应变硬化）的效果恰好和截面積減少的效果相抵消。
在頸縮形變後，材料承受的是非均質的形變，因此上述公式不再有效。頸縮時的應力及應變可以表示為：
{\displaystyle \mathrm {\sigma _{t}} ={\tfrac {F}{A_{neck}}}}
{\displaystyle \mathrm {\epsilon _{t}} =ln({\tfrac {A_{0}}{A_{neck}}})}
以下的經驗式常用來描述真實應力和應變之間的關係。
{\displaystyle \mathrm {\sigma _{t}} =K(\epsilon _{t})^{n}}
上述的n是應變硬化係數，K是強度係數。n可以用來衡量材料加工硬化的特化，n越大的越不容易頸縮。一般而言，金屬在室溫下的n從0.02至0.5之間

## 分類
在許多不同的材料中，可以依應力-應變曲線的特性將材料分為二類：分別是延展性（ductile）材料及脆性（brittle）材料。

### 延展性材料
- 1: 極限拉伸強度
- 2: 降伏強度
- 3: 斷裂
- 4: 應變硬化（英语：Strain hardening）區
- 5: 頸縮區
- A: 工程應力 (F/A0)
- B: 實際應力 (F/A)

}}
| 結構鋼的应力-应变曲线
Unbulleted list

具有延展性的材料，包括結構鋼，以及許多其他金屬的合金，可以依其在室溫下降伏的情形來區分其特性。
低碳鋼的应力-应变關係，在降伏強度以下都非常的線性，這段線性區域即為彈性區，斜率為弹性模量或杨氏模量。
許多延展性的材料（包括一些金屬、塑料以及陶瓷）都有降伏點。塑性流動從上降伏點開始，在下降伏點繼續塑性流動。在下降伏點時，永久變形會在試料中不均勻的分佈。在上降伏點形成的變形帶會在下降伏點時延著标距长度傳播。在魯德（luders）應變時，變形帶會佔據整個标距长度。超過這點後，就會出現加工硬化。降伏點的出現對應材料中差排的钉扎点。例如在差排處出現固溶體，就會有钉扎點的效果，使差排無法再移動。因此，需要較大的力才能使差排再移動。若差排離開钉扎点，需要的應力就會比較小。
應變超過降伏點後，因為差排離開科氏氣團，曲線會略為下降。若繼續變形，會因為應變硬化而使應力增加，直到到達極限拉伸強度為止。到達時，會因為泊松收縮的影響使截面積減少。因此試料開始頸縮，最後會斷裂。
延展性材料的頸縮和系統的幾何不穩定性有關。因為材料本身天然的不均勻，常會出現有些區域有夾雜小雜質或是出現小孔，可能是在表面或是內部，其應變會集中，讓這些區域面積比其他區域要小。在應變小於極限拉伸應變時，區域加工硬化的的應力增加率比面積縮減率要大，因此這些區域比其他區域更不容易變形，此情形下就沒有幾何不穩定性，也就是說，在極限拉伸應變之前，材料可以讓不均勻的影響降低。不過若應變繼續增加，加工硬化的效果會下降，截面較小的區域就會比其他區域要脆弱，面積減小會集中在這些區域，頸縮會越來越明顯，直到材料斷裂為止。當材料出現頸縮的情形，塑性變形會集中在頸縮部位，材料其他部份仍維持彈性變形。
延展性材料的应力-应变曲线可以用Ramberg-Osgood方程來近似，此方程應用上很直接，只需要材料極限拉伸強度、降伏強度、杨氏模量及伸長比例即可。

### 脆性材料

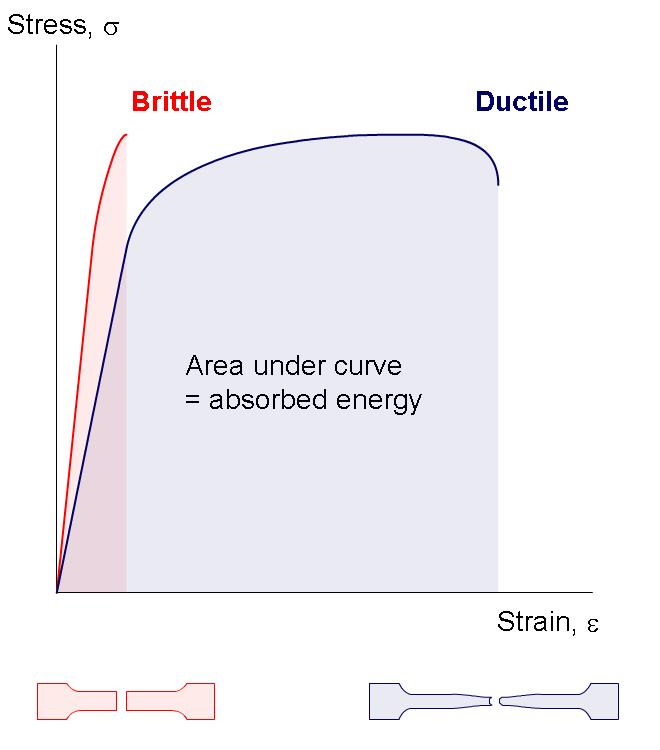
脆性材料和延展性材料的应力-应变曲线

脆性材料（例如鑄鐵、玻璃及石頭等）在受到拉伸時，會在長度還沒有明顯變化時就先斷裂了，有些則是在降服點之前才斷裂。
像混凝土或是碳纖維之類的脆性材料沒有明確定義的降服點，也沒有應變硬化的現象，因此其最大強度等於斷裂強度。像玻璃也是脆性材料，沒有塑性變形，在彈性變形的過程中就斷裂了。這類脆性材料在拉伸變形過程沒有頸縮現象，將斷裂的二部份重新組合，形狀會和原來完全一樣。脆性材料的典型應力-應變曲線是線性的。有些材料（如混凝土）的抗拉強度遠低於拉壓強度，因此在工程應用中，會假設其抗拉強度為零。玻璃纖維的抗拉強度比鋼要大，而一整塊的玻璃無此特性，這是因為和材料中缺陷有關的应力强度因子所造成的。當試樣尺寸越大，缺陷的大小也隨之加大。一般而言，繩子的抗拉強度會小於個別纖維抗拉強度的總和。

## 影響因子
不同材料的应力-应变曲线會有很大的變化，是不同內在結構及組成的結果。因為外在因素的不同，相同種類的材料進行多次的拉伸實驗，也會有不同的結果，主要會依試件的溫度以及加載的速度而不同。不過若在進一步的描，內在因素和外在因素的分界不是非常的明確。許多因素會影響应力-应变曲线，例如改變楊氏模數、硬化程度，也有可能改變結構以及其組成。
在应力-应变曲线中，常會忽略時間的影響，不過若應變率較高，其應力也會較大，其關係如下
{\displaystyle \mathrm {\sigma _{t}} =K({\dot {\epsilon }}_{T})^{m}}
其中的m是應變率敏感度。m越大時，材料抵抗頸縮的能力也越大。就像加工硬化係數的效果一樣
另一個主要影響因素是溫度。溫度會影響差排及擴散的活化程度。脆性材料可能會因為溫度上昇而變成延展性材料。

## 外部連結
- British Society for Strain Measurement （页面存档备份，存于）
- Stress–strain diagram
- Engineering stress–strain curve （页面存档备份，存于）